# NGC 3314
إن جي سي 3314 هو زوج متداخل من المجرات الحلزونية (إن جي سي 3314أ وإن جي سي 3314ب) تقع على بعد مابين 117 و140 مليون سنة ضوئية في كوكبة الشجاع. إن جي سي 3314 في الحقيقة عبارة عن مجرتين حلزونيتين مصطفتين تقريبا. المجرة الأمامية لها منظر مواجه بمظهر دولابي تميزه الحشود النجمية اللامعة. لكن شعب الغبار البينجمي الظاهرة على خلفية المجرة الثانية تطغى على بنية المجرة الحلزونية المواجهة. تبدو شعب الغبار، وبشكل غير متوقع، ممتدة، وهذان الزوجان من المجرات المصطفة من النظم القليلة التي يستخدم فيها الفلكيين ضوء الخلفية، الذي يختلف عن ضوء المجرة ذاتها، لقياس ودراسة خصائص الغبار بين النجوم. تبعد مجرتا إن جي سي 3314 حوالي 140 مليون سنة ضوئية بالنسبة لمجرة الخلفية و117 مليون سنة ضوئية بالنسبة لمجرة المقدمة باتجاه كوكبة الشجاع
في مارس عام 2000 تم رصد نجم أخضر في اذرع المجرة، اقترح علماء الفلك انة قد يكون مستعر أعظم .
اكتشفت إن جي سي 3314 من قبل ويليام هيرشل عام 1835 

## وصلات خارجية
- Nemiroff، R.؛ Bonnell، J.، المحررون (7 مايو 2005). "When Galaxies Overlap". صورة اليوم الفلكية. ناسا.
- SPACE.com: Hubble Spies Galactic Dust Silhouette
- Simbad: NGC 3314 -- -- Emission-line galaxy